# Cycloramphus juimirim
Cycloramphus juimirim és una espècie de granota que viu al Brasil.